# 메이저 리그 2
《메이저 리그 2》(영어: Major League II)는 미국에서 제작된 데이비드 S. 워드 감독의 1994년 스포츠 코미디 영화이다. 《메이저 리그》(1989)의 속편이다. 찰리 신, 톰 베런저, 코빈 번슨 등이 출연하였고, 제임스 G. 로빈슨 등이 제작에 참여하였다.

## 출연
- 찰리 신
- 톰 베런저
- 코빈 번슨
- 데니스 헤이즈버트
- 제임스 개먼
- 오마 엡스
- 밥 유커
- 데이비드 키스
- 이시바시 다카아키
- 마거릿 휘턴
- 에릭 브러스코터
- 앨리슨 두디
- 미셸 버크
- 제이 레노
- 리처드 시프
- 제시 벤투라
- 랜디 퀘이드
- 러네이 루소

## 기타 제작진
- 라인 제작: 에드 마클리
- 배역: 펀 캐슬
- 미술: 스티븐 헨드릭슨
- 의상: 보비 리드

## 우리말 녹음
SBS 성우진 (1997년 4월 11일)
- 김환진 - 릭 (찰리 신)
- 신성호 - 테일러 (톰 베런저)
- 최흘
- 이선영
- 김기현
- 김정호
- 오세홍
- 유해무
- 장광
- 황정란
- 윤소라
- 이윤연
- 김영훈
- 문관일
- 구자형
- 손선근
- 이선